# 祝典
『祝典』（しゅくてん）は、ももいろクローバーZの6thアルバ厶。グループ結成14周年の記念日である2022年5月17日に発売された。

## 概要
“祝祭”や“儀式”をテーマに据え、コロナ禍を経て3年ぶりのリリースとなったオリジナル・フル・アルバムである。結婚式などの祝い事すらも憚られてきた世情を踏まえ、聴いた人が前向きな気持ちを抱けるような作品を目指して制作された。世界観として、過去の行いや出来事をふり返り、現在の環境や幸せを確認し肯定する“ももクロ流の儀式”を描く。リーダーの百田夏菜子は、「過去の自分を肯定して、抱きしめてあげるような」「人生をお祝いしてあげられるような」作品に仕上がったと述べている。収録曲順は、祝典の幕開けから終幕までの流れを表現したものとなっている。
ジャケット写真やリード曲のミュージック・ビデオで各メンバーが着用する衣装は、東京オリンピック閉会式でのダンサー衣装も手掛けた飯嶋久美子が、デザインと制作を担当した。
アルバムの世界観を再現するため、2022年5月1日より6月25日まで、全国14会場17公演を巡るライブツアー『MOMOIRO CLOVER Z 6th ALBUM TOUR “祝典”』を開催。

## プロモーション
2022年4月8日から21日まで本作のトラックリストを、公式YouTubeチャンネルで発表。同年5月3日から6日まで本作の新曲の一部音源が、メンバーそれぞれのInstagramアカウントの「ストーリーズ」で解禁された。同年5月7日に公式ファンクラブ「ANGEL EYES」のメールマガジンに、新曲の一部音源の聞けるYouTube限定動画URLが送られた。
また、本作のリリースを記念して、ニュースアプリ・SmartNews内に「ももいろクローバーZ チャンネル」が開設された。

## イベント
- 花キューピットがももクロと祝典～お花で祝っちゃお！～ キャンペーンを開催[25]。
  - 2022年5月10日より本作リリース記念として様々な祝典に合った花をももクロメンバーと共に紹介。ツイッターではフォロー&リツイートキャンペーンを実施する。
- 「#ももクロ祝典祝電」Twitterキャンペーンを開催[26]。
  - 2022年5月17日から5月31日まで『祝典』特設サイトより参加可能となっている[27]。
- 横浜中華街の対象応援店舗がニューアルバム『祝典』発売記念のスタンプラリーを開催[28]。
  - 2022年5月17日から6月19日までアルバム『祝典』収録曲「満漢全席」に関連した「桃色全席スタンプラリー at China Town」を実施する。

## コラボ
- ストロベリーコーンズがNEWALBUM「祝典」コラボピザ・ピザヒロイン「ももいろストコン」を発売[29]。
  - 2022年5月11日から9月15日まで限定販売し、先着でメンバー別オリジナル限定「うちわ」がランダムで付いている。
- 極楽湯がニューアルバム「祝典」コラボ・銭湯ヒロイン「ももいろフローバー湯」を開催[30][31]。
  - 2022年5月13日から5月19日まで一週間限定でRAKU SPAグループ12店舗にてコラボ風呂やメンバーによる館内放送、「ロゴ入り1010タオル」などを販売する。

## チャート成績
2022年05月30日付（集計期間：2022年05月16日～2022年05月22日）オリコン週間デジタルアルバムランキングにて3作目の初登場1位を獲得した。また、同日発表のオリコン週間アルバムランキングでも初登場2位を獲得している。

## 収録曲
初回限定盤（CD+2Blu-ray）、通常盤（CD）の2形態となっている。

### CD（全形態共通）
1. Opening Ceremony -阿-（1:46）
作曲・編曲：Chaki Zulu
  - 新録曲
2. PLAY!（3:43）
作詞：只野菜摘 / 作曲・編曲：KOHD
  - 8th配信限定シングル
  - 視聴者参加型配信ライブ『PLAY!』テーマソング
3. ダンシングタンク♡（3:19）
作詞：二牟礼卓巳、只野菜摘 / 作曲：二牟礼知巳 / 編曲：GARLICBOYS
  - カンテレ『プロ野球中継2022』テーマソング[34][35][注 4]
  - GARLICBOYS「ダンシングタンク」オリジナル詞リメイクバージョン
  - 新録曲
4. MYSTERION（4:01）
作詞・作曲・編曲：invisible manners（平山大介・福山整）
  - 2022年4月29日より先行配信[36]
5. 満漢全席（3:45）
作詞：ポチョムキン・YOSHI（餓鬼レンジャー） / 作曲：KOJI oba、ポチョムキン・YOSHI（餓鬼レンジャー） / 編曲：KOJI oba
  - 新録曲
6. BUTTOBI!（4:04）
作詞・作曲：前山田健一 / 編曲：日比野裕史
  - 『桃太郎電鉄 〜昭和 平成 令和も定番!〜 』コラボテーマソング[37][38]
  - 2021年12月24日より先行配信[37][39]
7. ショービズ（3:56）
作詞：KOUDAI IWATSUBO / 作曲：maeshima soshi、KOUDAI IWATSUBO / 編曲：maeshima soshi
  - 2022年5月11日より先行配信[40]
8. HAND（3:37）
作詞：Amon Hayashi / 作曲：Dirty Orange、Amon  Hayashi / 編曲：Dirty Orange
  - 太田胃散『太田漢方胃腸薬II』SONG篇CMソング[41][42]
  - 2022年2月11日より先行配信[42]
9. Intermission -闍-（1:07）
作曲・編曲：Chaki Zulu
  - 新録曲
10. momo（4:43）
作詞：只野菜摘  / 作曲・編曲：NARASAKI
  - 新録曲
11. なんとなく最低な日々（4:14）
作詞・作曲・編曲：Mom
  - 東海テレビ・フジテレビ系土ドラ『僕の大好きな妻!』主題歌[43][44]
  - 新録曲
12. stay gold（3:36）
作詞：zopp / 作曲・編曲：藤田卓也
  - 20thシングル
  - 読売テレビ・日本テレビ系 木曜ドラマ『チート〜詐欺師の皆さん、ご注意ください〜』主題歌
13. 月色Chainon ももいろクローバーZ ver.（4:21）
作詞：白薔薇sumire / 作曲：小坂明子 / 編曲：月蝕會議
  - 21stシングル
  - 東映配給アニメ映画『劇場版 美少女戦士セーラームーンEternal』前編・後編 主題歌[注 5][45]
14. 孤独の中で鳴るBeatっ!（4:37）
作詞・作曲：の子 / 編曲：釣俊輔
  - 新録曲
15. 手紙（5:23）
作詞・作曲：眉村ちあき / 編曲：眉村ちあき、Numa
  - 新録曲
16. また逢う日まで（2:58）
作詞：阿久悠 / 作曲：筒美京平 / 編曲：宗本康兵
  - オリジナルアレンジのカバーソング
  - 新録曲
17. Closing Session -梨-（1:17）
作曲・編曲：Chaki Zulu
  - 新録曲

### Blu-ray（初回限定盤）
- DISC1には2022年1月23日に幕張メッセ 展示ホール3ホールで開催されたファンクラブ会員限定『ももいろクローバーZ 13周年記念コンサート ～再び、その先へ～』公演[注 6][46][47]、ならびに、TBS系「ニンゲン観察バラエティ モニタリング」の番組企画で本公演に潜入したウド鈴木・JOY・別府ともひこ・塚地武雅・小杉竜一・EXILE NAOTO[48]の映像を収録[49]。
- DISC2には2021年9月19日にABEMA PPV ONLINE LIVEで生配信された『The LIVE ～諦めない夏～in ABEMA』公演の映像、本作のドキュメンタリー、ミュージック・ビデオを収録[50][47]。

#### DISC1
- overture 〜ももいろクローバーZ参上!!〜
- 01. On Your Mark
- 02. stay gold
- 03. Z伝説 〜ファンファーレは止まらない〜
- 04. Neo STARGATE
- 05. サラバ、愛しき悲しみたちよ
- 06. Z女戦争
- 07. サボテンとリボン
- 08. WE ARE BORN
- 09. ゴリラパンチ
- 10. イマジネーション
- 11. カントリーローズ -時の旅人-
- 12. ロードショー
- 13. GODSPEED
- 14. MORE WE DO!
- 15. 吼えろ
- 16. PLAY!
- 17. BUTTOBI!（ENCORE）
- 18. 走れ! -ZZ ver.-（ENCORE）
- 19. 笑一笑 〜シャオイーシャオ!〜（ENCORE）
- 20. クローバーとダイヤモンド（ENCORE）

#### DISC2
- overture 〜ももいろクローバーZ参上!!〜
- 01. レディ・メイ
- 02. 愛を継ぐもの
- 03. ロードショー
- 04. On Your Mark
- 05. 走れ! -ZZ ver.-
- 06. 月色Chainon ももいろクローバーZ ver.
- 07. Neo STARGATE
- 08. ニッポン笑顔百景 -ZZ ver.-
- 09. ザ・ゴールデン・ヒストリー
- 10. Re:Story
- 11. 吠えろ（ENCORE）
- 12. PLAY!（ENCORE）
- 13. モノクロデッサン -ZZ ver.-（ENCORE）

| #  | タイトル                   | 作詞 | 作曲・編曲 | 監督 / 撮影 / 編集 | 時間  |
| -- | -------------------------- | ---- | ---------- | ------------------ | ----- |
| 1. | 「祝典 ALBUM DOCUMENTARY」 |      |            | 矢崎隼人           | 46:57 |

- 撮影応援：三好太郎
- MA Engineer：熊井明子
- MA Studio：ジーリンクスタジオ

| #         | タイトル                             | 作詞      | 作曲・編曲 | 監督                 | 時間 |
| --------- | ------------------------------------ | --------- | ---------- | -------------------- | ---- |
| 1.        | 「MYSTERION MUSIC VIDEO」            |           |            | 柿本ケンサク         | 4:02 |
| 2.        | 「ショービズ MUSIC VIDEO」           |           |            | ミラーレイチェル智恵 | 4:16 |
| 3.        | 「なんとなく最低な日々 MUSIC VIDEO」 |           |            | 多田卓也             | 4:16 |
| 4.        | 「HAND MUSIC VIDEO」                 |           |            | 須藤カンジ           | 3:38 |
| 5.        | 「BUTTOBI! -GAMING MUSIC VIDEO-」    |           |            | 矢崎隼人             | 4:03 |
| 6.        | 「PLAY! -LIVE MUSIC VIDEO-」         |           |            | 多田卓也             | 3:49 |
| 合計時間: | 合計時間:                            | 合計時間: | 24:04      |                      |      |

## 参加ミュージシャン
| Opening Ceremony -阿- - All Instruments & Mix: Chaki Zulu PLAY! - Programming & All Instruments: KOHD (agehasprings) ダンシングタンク♡ - Guitar: Larry (GARLICBOYS) - Bass: Pessin (GARLICBOYS) - Drums: Ryo (GARLICBOYS) - Special Guest Vocal: GARLICBOYS MYSTERION - Programming & All Instruments: invisible manners (平山大介・福山 整) - Chorus: 渡部沙智子、葛岡みち 満漢全席 - Guitar: 坂田善也 BUTTOBI! - Guitars, Bass & Programming: 日比野裕史 ショービズ - All Instruments: maeshima soshi HAND - All Instruments & Programming by Dirty Orange (Digz, Inc. Group) - Back Ground Vocal: Tight Hayashi, Eight Hayashi, Ia Tsuzaki | Intermission -闇- - All Instruments & Mix: Chaki Zulu momo - All Instruments by NARASAKI なんとなく最低な日々 - Programming & All Instruments by Mom stay gold - Guitar: 山岸竜之介 - Bass: 高田雄一 (ELLEGARDEN, MAYKIDZ) - Drums: komaki - Chorus: 山岸竜之介、komaki、藤田卓也 - E-BOW Guitar & Programming: 藤田卓也 - 山岸竜之介 Artist Management: PARADOX, Inc. 月色Chainon ももいろクローバーZ ver. - 1st Violin: MIZ - 2nd Violin: 三國茉莉 - Viola: 森 朱理 - Cello: 佐野まゆみ - All Other Instruments by 月蝕會議 孤独の中で鳴るBeatっ！ - Programming & All Other Instruments: 釣 俊輔 (agehasprings) - Electric Guitar: 二木元太郎 - Bass: 宮本將行 - Piano: 岸田勇気 手紙 - Track Make: 眉村ちあき - Guitar & Programming: Numa また逢う日まで - Arrange & Piano: 宗本康兵 - Drums: 玉田豊夢 - Electric Bass: 須藤 優 - Electric Guitar: 今 剛 - Strings: 真部 裕ストリングス - Sax: 竹上良成 - Trumpet: 吉澤達彦 - Trombone: 鹿討 奏 - Chorus: 今井マサキ、加藤いづみ Closing Session -梨- - All Instruments & Mix: Chaki Zulu |

## 関連番組
- 2022年5月16日、ABEMAで『MOMOIRO CLOVER Z 6th ALBUM『祝典』発売前夜祭』が生放送された[52]。
- 2022年5月21日、ニッポン放送でアルバム『祝典』リリース記念特番『「ももいろクローバーZ ももクロくらぶxoxo」SP ラジオde祝典』が放送され、事前収録の第1部に続いて、第2部は開催中のツアーのライブ会場である津山文化センターより生中継された[53][54][55][15]。